# 珀雅尔
珀雅尔（法語：Peujard，法語發音：[pøʒaʁ]）是法国吉伦特省的一个市镇，位于该省中北部，属于布莱区。

## 地理
珀雅尔（45°2'47"N, 0°25'49"W）面积10.98 平方千米，位于法国新阿基坦大区吉倫特省，该省份为法国西南部沿海省份，是法國本土面积最大的省，北起滨海夏朗德省，西临大西洋，南至朗德省，东南接洛特-加龍省，东临多爾多涅省。
与珀雅尔接壤的市镇（或旧市镇、城区）包括：屈布讷宰、瓦勒德维尔韦、塞扎克、戈里亚盖、圣洛朗达尔斯、维尔萨克。

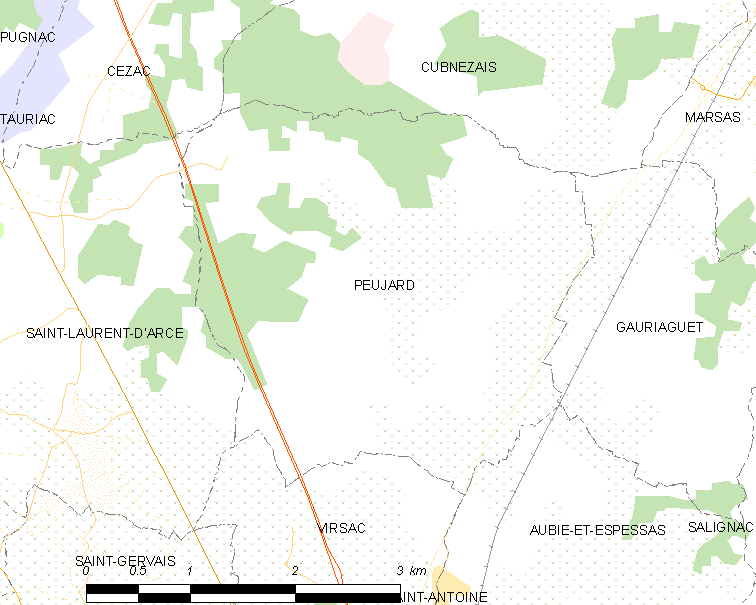
珀雅尔的OSM定位图

珀雅尔的时区为UTC+01:00、UTC+02:00（夏令时）。

## 行政
珀雅尔的邮政编码为33240，INSEE市镇编码为33321。

## 政治
珀雅尔所属的省级选区为北吉伦特县。

## 人口

1962-2008年间珀雅尔人口变化图示

珀雅尔于2022年1月1日时的人口数量为2191人。